# Schaduwkruiskruid
Schaduwkruiskruid (Senecio ovatus, synoniem: Senecio fuchsii) is een plant uit de  
composietenfamilie (Asteraceae). De plant wordt 0,60 tot 1,80 m. Hij komt voor op braakliggend terrein, langs waterkanten en in de ondergroei van bossen. In de Alpen wordt de soort aangetroffen tot op een hoogte boven de 2000 meter.
Dit kruiskruid heeft kale stengels  met lancetvormige bladeren die fijn gezaagd zijn met een lichtgevleugelde steel.De gele bloemen staat in schermachtige pluimen en bestaan elks uit zes tot vijftien buis- en vijf lintbloemen. Het cilindrisch omhulsel van de bloem heeft meestal acht kale schutbladeren. Hoewel deze plant aan zelfbestuiving doet, treedt er veelvuldig bastaardering op.